# Key Haven
Key Haven est une île et un secteur non constitué en municipalité de Floride aux États-Unis.

## Géographie
Située à l'est de Key West, il s'agit d'une banlieue de la ville qui abrite environ un millier de résidents. Elle s'étend sur environ 1,8 km de longueur pour une largeur d'un peu moins de 600 m.

## Histoire

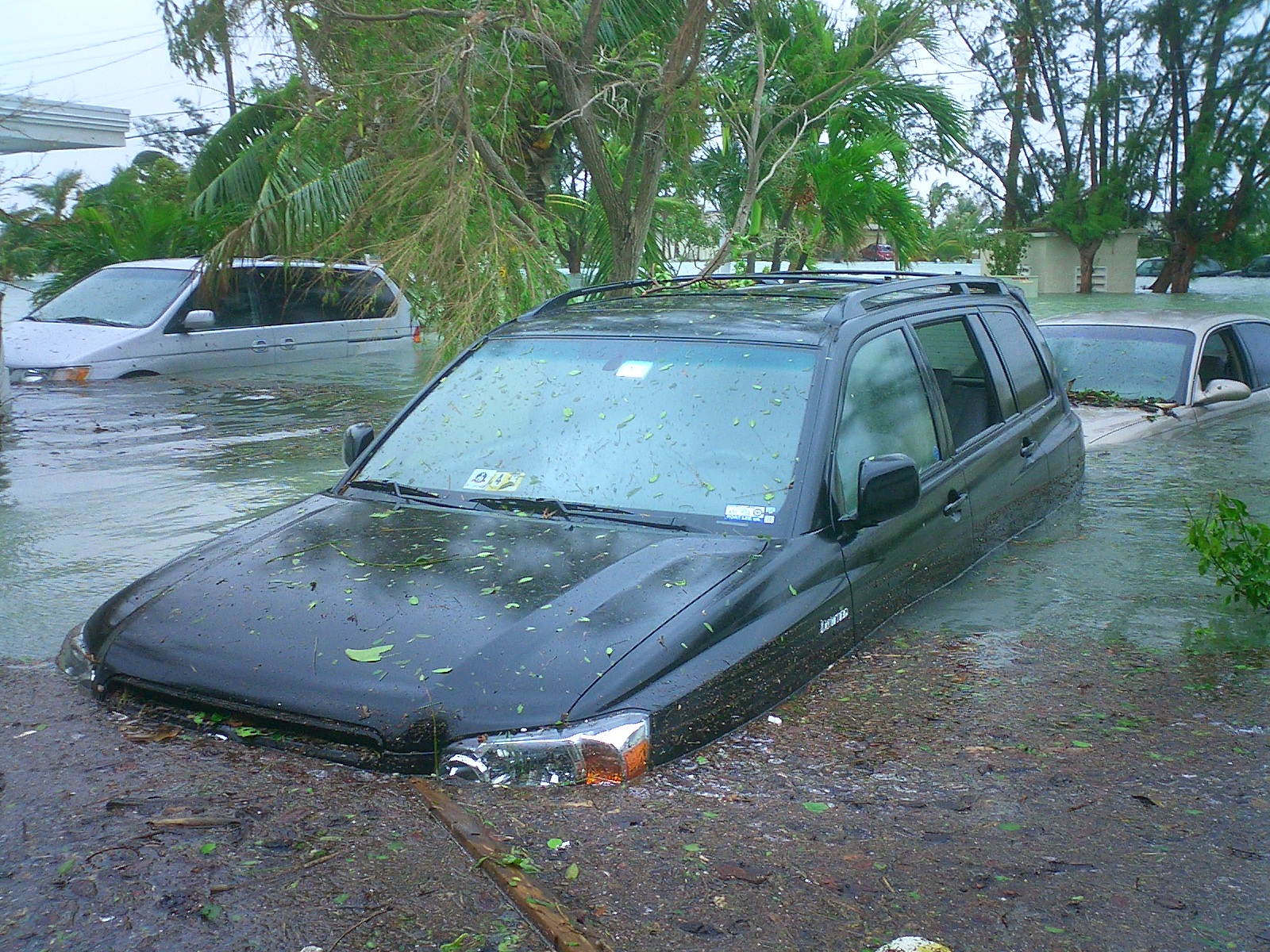
Voiture noyée à Key Haven après l'onde de tempête du 24 octobre 2005

Le 24 octobre 2005, elle a été entièrement noyée par une onde de tempête due à l’ouragan Wilma.